# Tunel Čortanovci
Tunel Čortanovci (v srbské cyrilici Тунел Чортановци) je železniční tunel, který je součástí železniční trati Subotica–Bělehrad. Název má podle nedaleké obce. 
Výstavba tunelu byla zahájena v říjnu 2017. Je realizována v rámci modernizace 40 km dlouhého úseku trati mezi městy Sremska Kamenica a Bělehradem. Tunel prochází pod nejvýchodnějším předhůřím pohoří Fruška Gora. Dlouhý má být 1100 m. Tunel má vyražené dvě trouby, pro každou kolej zvlášť.
Financování na výstavbu tunelu v hodnotě 337 000 000 USD poskytl ruský subjekt RŽD International. 
Tunel i navazující trať má cestovní rychlost 200 km/h.